# Royal Aeronautical Society

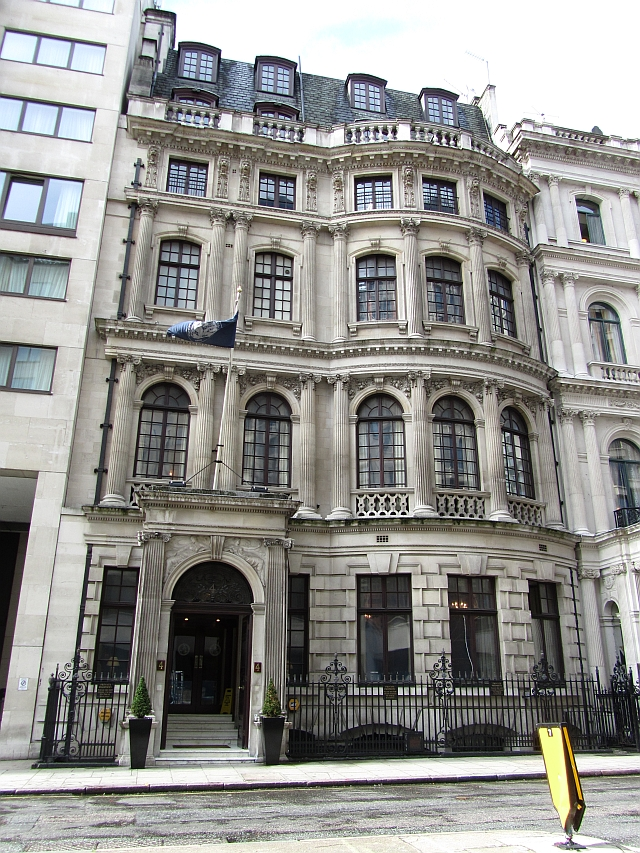
Die Zentrale der RAeS in London

Die Royal Aeronautical Society (RAeS) (deutsch: „Königliche Gesellschaft für Luftfahrt“) ist eine weltweite Institution, die sich mit den vielseitigen Aspekten der Luft- und Raumfahrt beschäftigt. Sie wurde am 12. Januar 1866 gegründet und ist die weltweit älteste Einrichtung dieser Art.
Universitäre Mitarbeiter, Hersteller von Produkten, Anbieter von Dienstleistungen und weitere professionelle Angehörige der globalen zivilen und militärischen Luft- und Raumfahrt sind in der RAes vertreten. Der Hauptsitz der Organisation befindet sich in London.

## Ziele und Funktion
Die Gesellschaft und insbesondere deren Konferenzen stellen Foren dar, die dem weltweiten Ideenaustausch dienen und zugleich eine einzigartige Quelle für Fachinformationen im Bereich der Luft- und Raumfahrt sein sollen.
Zu den selbst ernannten Zielen der Gesellschaft gehören die Förderung und Aufrechterhaltung hoher beruflicher Standards in der Luft- und Raumfahrt sowie Einflussnahme auf die Interessen der Branche im öffentlichen und industriellen Bereich, einschließlich der Universitäten.

## Organisation
Die RAeS ist unterteilt in Zweige und Divisionen.

### Zweiggesellschaft (Branch)
Sie bieten eine weltweite Plattform für die Verbreitung fachlicher Informationen im Bereich der Luft- und Raumfahrt. Weltweit gibt es ein Netzwerk von 63 Zweiggesellschaften. Diese bieten regionale und lokale Veranstaltungen für ihre Mitglieder an. In Deutschland gibt es in München einen Zweig dieser Organisation.

### Divisionen (Divisions)
Divisionen sind den Zweiggesellschaften übergeordnet. Sie sind in Ländern und Regionen vorhanden, in denen eine große Anzahl an Zweiggesellschaften vorhanden sind. Divisionen arbeiten mit einem großen Grad an Selbstständigkeit und sind verantwortlich für das Zweig-Netzwerk, Konferenzen und Lehrveranstaltungen. Es gibt jeweils eine Division in England, Australien, Neuseeland, Pakistan und Südafrika.

### Publikationen
Von der RAeS  werden monatlich drei Journale veröffentlicht:
- Aerospace International, ISSN 1467-5072
- The Aerospace Professional
- The Aeronautical Journal, ISSN 0001-9240

## Mitgliedschaft
Der RAeS kann jeder beitreten, der sich beruflich oder privat mit Luft- und Raumfahrt beschäftigt. Die Vereinigung hat verschiedene Stufen der Mitgliedschaft, die der fachlichen Qualifikation des Mitglieds entspricht. Auch Firmen ist es möglich, Mitglied bei der Royal Aeronautical Society zu werden. Nach Aussage der Gesellschaft (Stand: 02/2022) werden jährlich ca. 400 Veranstaltungen weltweit abgehalten, auf denen sich die ca. 25.000 Mitglieder treffen können. Die Gesellschaft wird dabei von circa ca. 300 Corporate Partners finanziell unterstützt  – darunter auch die größten Unternehmen der Branche wie beispielsweise Boeing oder auch Airbus.